# Jacob Aall Bonnevie Bjerknes
Jacob Aall Bonnevie Bjerknes, norveško-ameriški meteorolog in fizik, * 2. november 1897, Stockholm, Švedska, † 7. julij 1975, Los Angeles, Kalifornija, ZDA.
Jacob je bil sin Vilhelma in vnuk matematika Carla.
1. 1 2  https://www.digitalarkivet.no/census/person/pf01065522001859
2. 1 2  Encyclopædia Britannica
3. 1 2  SNAC — 2010.
4. ↑  data.bnf.fr: platforma za odprte podatke — 2011.